# Hengelo
Hengelo – miasto oraz gmina we wschodniej Holandii, w prowincji Overijssel, w pobliżu granicy z Niemcami. Około 77 tys. mieszkańców. Jest jednym z 3 największych miast nieoficjalnego regionu Twente, poza Enschede i Almelo.
W mieście znajduje się stacja kolejowa Hengelo.

## Miasta partnerskie
- Emsdetten
- Ogre
- Pilzno